# Manoel da Silva Costa
Manoel da Silva Costa, noto come Manoel (Uruguaiana, 14 febbraio 1953 – 17 ottobre 2015), è stato un calciatore brasiliano, di ruolo attaccante.

## Carriera

### Club
Con lo Sporting Lisbona vinse un campionato e una coppa nazionale. Fu particolarmente apprezzato dai propri tifosi per aver realizzato una tripletta contro i rivali del Benfica.

### Nazionale
Ha preso parte con la nazionale olimpica alle Olimpiadi del 1972 a Monaco di Baviera.

## Palmarès

### Club

#### Competizioni nazionali
- Campionato portoghese: 2

Sporting Lisbona: 1979-1980
- Coppa del Portogallo: 2

Sporting Lisbona: 1977-1978